# Светско првенство у рагбију 1987.
Светско првенство у рагбију 1987. (службени назив: 1987 Rugby World Cup) је било прво светско првенство у рагбију 15 које се одржало у две земље, на Новом Зеланду и у Аустралији.
Рагби савез Новог Зеланда и рагби савез Аустралије, договорили су се да заједно организују ову велику спортску манифестацију. Занимиљиво је да је прво светско првенство у рагбију 13, одржано још 1954.
Рагбисти Новог Зеланда, потврдили су да су највећа супер сила у овом колизионом спорту. Нико им на путу до освајања трофеја "Веб Елис", није пружио озбиљнији отпор. Најпријатније изненађење био је Велс. Срчани "Змајеви" освојили су бронзану медаљу. Аустралија која је пре такмичења важила за једног од фаворита, морала се задовољити четвртим местом, пошто је у полуфиналу поражена од Француске.
16 рагби репрезентација учествовало је на овом светском првенству. Рагби репрезентацији Јужноафричке Републике забрањено је учешће због апартхејда. Није било квалификација за ово светско првенство, већ су репрезентације добијале позивно писмо да прихвате учешће. Рагби репрезентација Совјетског Савеза је одбила да учествује из политичких разлога.

## Избор домаћина
Светска рагби федерација изабрала је да Нови Зеланд и Аустралија заједно организују прво светско првенство у рагби јуниону. Утакмице су игране у два града у Аустралији (Сиднеју и Бризбејну) и у девет градова на Новом Зеланду (Окленд, Данидин, Крајстчерч, Хамилтон, Велингтон, Роторуа, Напиер, Инверкегил, Палмерстон Норт).

## Стадиони
Утакмице светског првенства у рагбију 1987, играле су се на 11 стадиона широм Аустралије и Новог Зеланда:
- Стадион Балимор - 24.000  Аустралија
- Конкорд овал - 20.000  Аустралија
- Еден Парк - 45.472  Нови Зеланд
- Атлетик Парк - 39.000  Нови Зеланд
- АМИ Стадион - 36.500  Нови Зеланд
- Карисброк - 35.000  Нови Зеланд
- Стадион Роторуа - 35.000  Нови Зеланд
- Меклин парк - 30.000  Нови Зеланд
- Стадион Ваикато - 30.000  Нови Зеланд
- Стад рагби парк - 17.000  Нови Зеланд
- Арена Манавату - 20.000  Нови Зеланд

## Групе
Група 1
- Аустралија
- Енглеска
- Сједињене Америчке Државе
- Јапан

Група 2
- Велс
- Ирска
- Канада
- Тонга

Група 3
- Нови Зеланд
- Фиџи
- Италија
- Аргентина

Група 4
- Француска
- Шкотска
- Румунија
- Зимбабве

## Такмичење по групама
16 најбољих рагби репрезентација света биле су подељене у 4 групе. Првопласиране и другопласиране репрезентације ишле су у нокаут фазу.
Група 1
Аустралија - Енглеска 19-6 (6-0)
Јапан - САД 18-21 (11-15)
Енглеска - САД 60-7 (16-3)
Аустралија - САД 47-12 (21-3)
Енглеска - САД 34-6 (12-0)
Аустралија - Јапан 42-23 (16-13)
Група 2
Канада - Тонга 37-4 (16-0)
Ирска - Велс 6-13 (6-0)
Тонга - Велс 16-29 (7-17)
Канада - Ирска 19-46 (12-16)
Канада - Велс 9-40 (6-9)
Ирска - Тонга 32-9 (13-3)
Група 3
Нови Зеланд - Италија 70-6 (12-3)
Аргентина - Фиџи 9-28 (0-13)
Нови Зеланд - Фиџи 74-13 (40-3)
Аргентина - Италија 25-16 (10-3)
Фиџи - Италија 15-18 (3-10)
Нови Зеланд - Аргентина 46-15 (17-9)
Група 4
Румунија - Зимбабве 21-20 (3-11)
Француска - Шкотска 20-20 (6-13)
Француска - Румунија 55-12 (12-12)
Шкотска - Зимбабве 60-21 (40-6)
Румунија - Шкотска 28-55 (7-33)
Француска - Зимбабве 70-12 (22-3)

## Елиминациона фаза
Четрвртфинале
Нови Зеланд - Шкотска 30-3 (9-3)
Велс - Енглеска 16-3 (6-0)
Француска - Фиџи 31-16 (16-7)
Аустралија - Ирска 33-15 (24-0)
Полуфинале
Нови Зеланд - Велс 49-6 (27-0)
Аустралија - Француска 24-30 (9-6)
Меч за бронзану медаљу
Велс - Аустралија 22-21 (13-15)
Финале
Нови Зеланд - Француска 29-9 (9-0)
| Нови Зеланд | 29 – 9 | Француска |
| ----------- | ------ | --------- |
|             |        |           |

| Шампион Света у рагбију 1987. |
| ----------------------------- |
| Нови Зеланд 1. титула         |